# Красная Заря (Луганская область)
Красная Заря (укр. Красна Зоря) / Черногоровка (укр. Чорногорівка) — село, относится к Перевальскому району Луганской области Украины. Под контролем самопровозглашённой Луганской Народной Республики.

## География
Село расположено на правом берегу реки под названием Белая (бассейн Северского Донца). Соседние населённые пункты: село Малоивановка на западе, посёлок Городище на юго-западе (оба выше по течению Белой), село Адрианополь на юго-востоке; посёлки Ящиково и Селезнёвка на востоке, село Новосёловка на северо-востоке (все три ниже по течению Белой), города Артёмовск и Брянка на севере, Зоринск на северо-западе.

## История
14 июля 2016 года Верховная Рада Украины переименовала село в Черногоровку в рамках кампании по декоммунизации на Украине. Переименование не было признано властями самопровозглашенной ЛНР.

## Население
Население по переписи 2001 года составляло 31 человек.

## Общие сведения
Почтовый индекс — 94332. Телефонный код — 6441. Занимает площадь 0,001 км². Код КОАТУУ — 4423682202.

## Местный совет
94332, Луганская обл., Перевальский р-н, с. Малоивановка, ул. Куйбышева, 15